# Luttra
Luttra is een kerkdorp in de gemeente Falköping in het landschap Västergötland en de provincie Västra Götalands län in Zweden. De plaats heeft 152 inwoners (2000).  

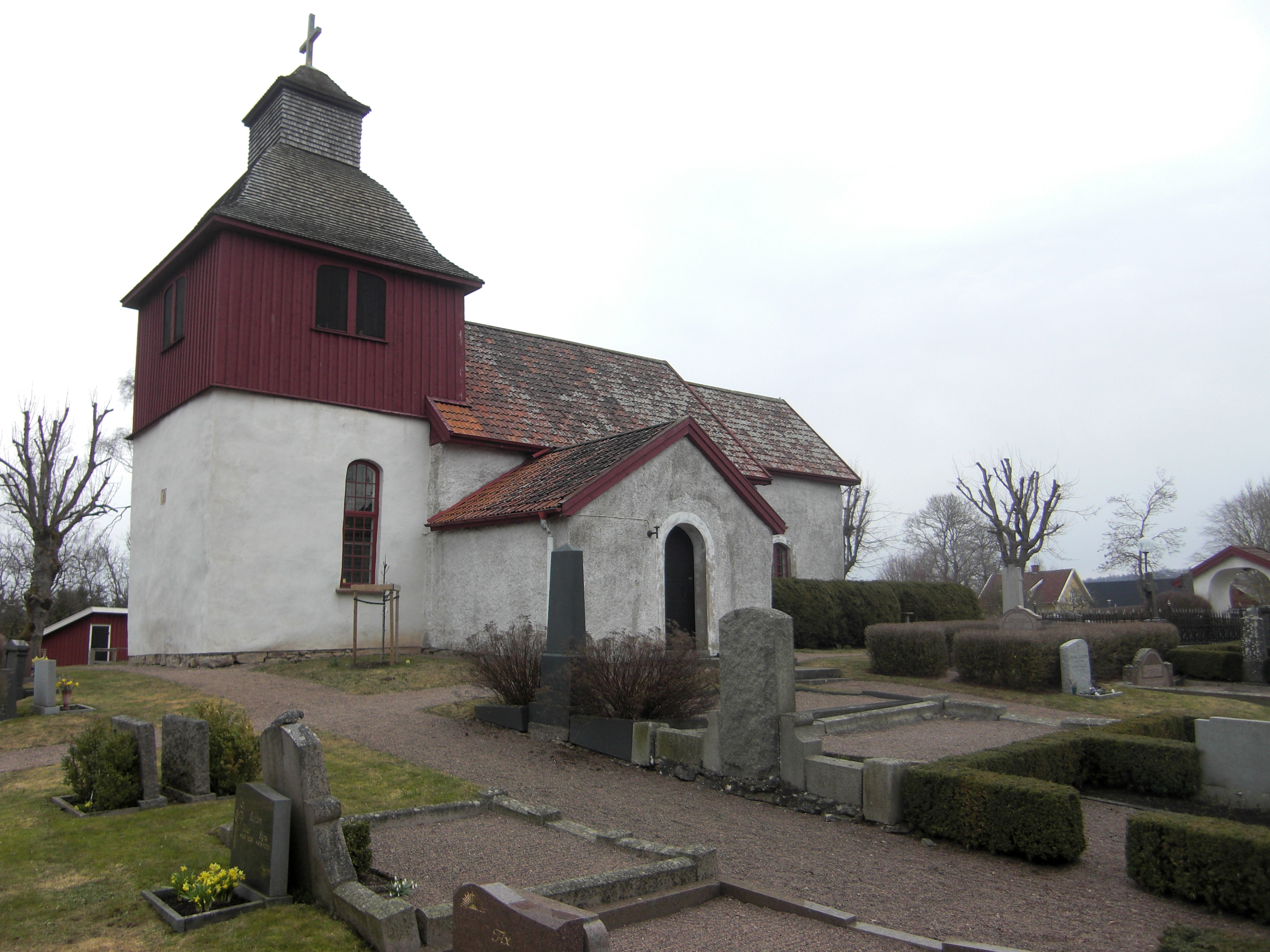